# Paxula paxillus
Paxula paxillus is een slakkensoort uit de familie van de Columbellidae. De wetenschappelijke naam van de soort is voor het eerst geldig gepubliceerd in 1905 door Murdock.